# Basnéré (Bakata)
Pour les articles homonymes, voir Basnéré.
Basnéré est une commune rurale située dans le département de Bakata de la province du Ziro dans la région du Centre-Ouest au Burkina Faso.

## Éducation et santé
La commune accueille un centre de santé et de promotion sociale (CSPS).